# Reelección presidencial

países donde, además del presidente, existe la figura de primer ministro

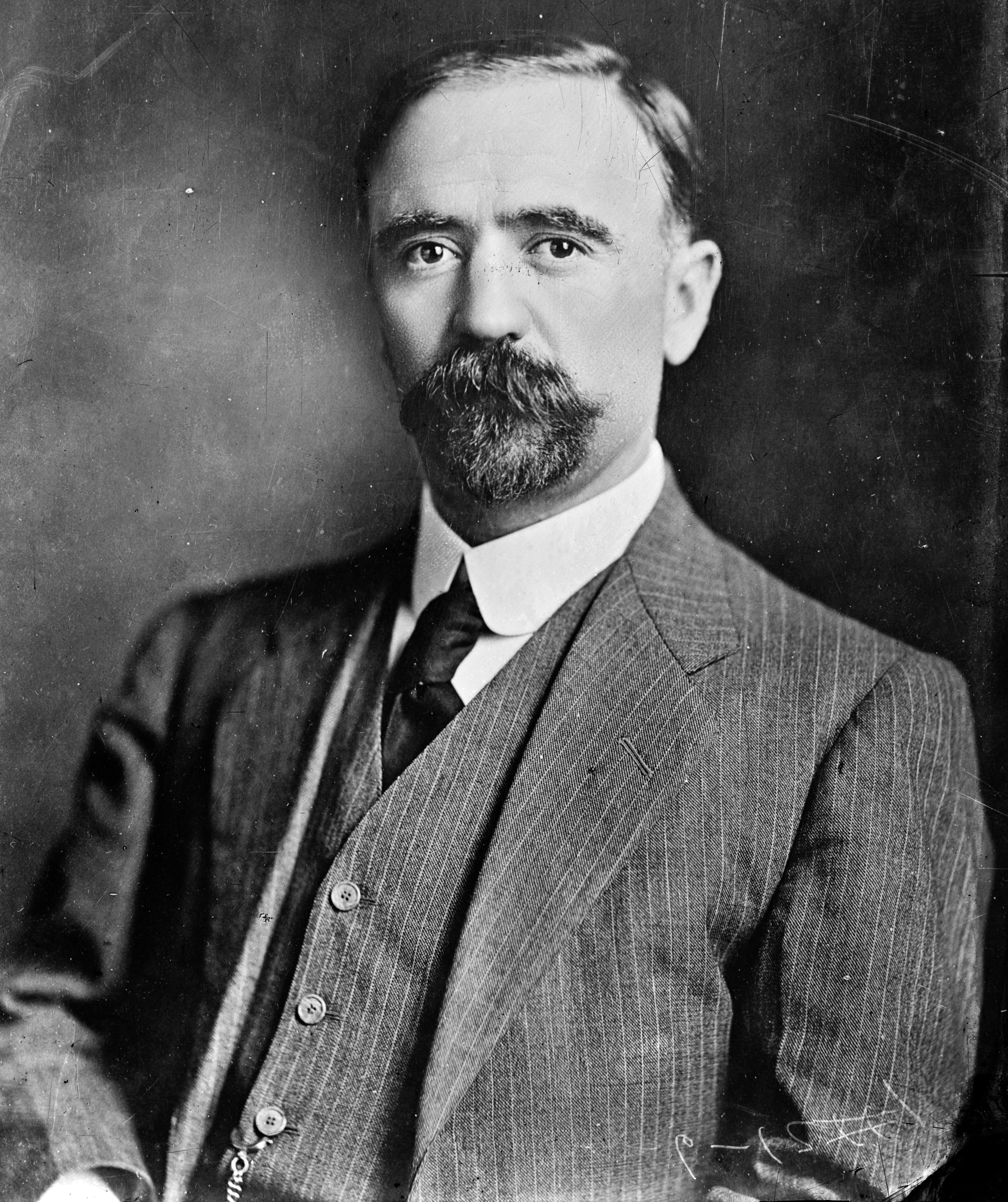
«Sufragio efectivo, no reelección» era el lema del político y 37.° presidente de México Francisco I. Madero, pieza clave para la política posrevolucionaria.

La reelección presidencial es en política, un fenómeno electoral existente en algunos países. Implica que un ciudadano que ha sido presidente pueda volver a serlo de forma consecutiva o por período interpuesto.
La no reelección puede ser total, o parcial; la primera cuando no se puede volver a ocupar el mismo cargo, por segunda vez; y es parcial cuando el cargo no puede ser ocupado en el período gubernamental inmediato al que se concluye, pero se deja la posibilidad para los subsecuentes.
Es menester considerar que en los regímenes presidencialistas, el presidente es al mismo tiempo jefe de Estado y jefe de Gobierno, lo cual le otorga particular importancia a la capacidad o no de ser reelegido. También es relevante en los llamados regímenes semipresidencialistas, donde si bien coexiste un jefe de gobierno, el presidente retiene muchas atribuciones.

## Reelección presidencial inmediata
Una de las grandes discusiones actuales en la materia se refiere a la reelección presidencial inmediata: que un presidente en ejercicio pueda volver a postularse para el cargo en las elecciones inmediatamente posteriores. Esto tiene sus ventajas y sus contras. Como ventaja, tiene la de renovar una gestión gubernamental con un programa y un equipo de gobierno durante un periodo prolongado, asegurando así su exitosa implementación, pero también con la desventaja para otros adversarios políticos, quienes deberán luchar desde el llano mientras el presidente en funciones aprovecha su posición para hacerse propaganda desde el poder pero tiene la desventaja de que los adversarios políticos saquen provechos de los errores cometidos en su gestión y más aún si en el tiempo de la reelección su popularidad disminuye drásticamente por asuntos políticos, económicos, sociales y otros.
Algunos países limitan la reelección presidencial en cantidad de veces. Por ejemplo, en Estados Unidos sí se permite la reelección presidencial inmediata; ahora bien, la Enmienda 22 de la Constitución permite ser electo presidente solo dos veces (consecutivas o no). En la Federación Rusa, en cambio, si bien solo se permite una reelección consecutiva, sí se permite ser presidente varias veces.
En Venezuela se sometió a plebiscito un proyecto de reforma constitucional en 2007 que promovía un paquete de diversos cambios entre ellas la reelección presidencial consecutiva, es decir, el presidente de la república tenía derecho a ser elegido durante varios mandatos seguidos, esto fue rechazado por un margen muy pequeño. Pero hubo otro referéndum en febrero de 2009, donde se planteó exclusivamente el tema siendo finalmente la opción reeleccionista vencedora con 54% de los votos.
Un caso particular (y tema de no pocas discusiones) lo constituye la reelección del presidente en ejercicio en caso de reforma constitucional, si cabe computar el periodo corriente como "primer periodo" o no. Tal discusión originó fuertes controversias en la Argentina de Carlos Saúl Menem, en el Perú de Alberto Fujimori y en la Bolivia de Evo Morales.[cita requerida]

## Factores
A continuación, se ofrece una relación de determinadas circunstancias, las cuales, según Serrafero son muy relevantes y deben ser tenidas en cuenta a la hora de estudiar el fenómeno reelectoral:
- Sistema institucional

	La reelección es un asunto macroinstitucional, y el tipo de sistema en el que se da es muy importante.
- Equilibrio de poderes

	Se enmarca dentro de la polémica, acerca de si la reelección tiende al desequilibrio de poderes.  Teniendo en cuenta la tensión que se da desde el poder presidencial entre el gobierno limitado y la reelección.
- Duración del mandato

	Ante la variedad que existe acerca de la duración de las legislaturas, debe ser tenido en cuenta el tiempo del que disponen los gobernantes para ejercer sus funciones, pues ello también repercutirá de una determinada forma en caso de serles prorrogada la duración de su ejercicio.
- Cultura política y tradición institucional

	La cultura política y la tradición institucional pueden facilitar o dificultar la instauración de la reelección, por tanto, no debemos obviarla.
- Institucionalismo

	Como resultado de la instauración hay cierta polémica acerca de si ello conllevaría a consolidar el personalismo de los gobernantes o por el contrario reforzaría las instituciones.
- Sistema político y modelo de democracia

	Siendo conscientes de los diferentes tipos de democracia,  la reelección puede tener un establecimiento y resultados distintos según el modelo en el que se dé.
- Partidos y competencia electoral

	La reelección puede repercutir sobre determinados aspectos electorales y sobre los partidos políticos.
- Poder presidencial

	La influencia que la reelección puede ejercer sobre la presidencia, sobre todo en lo que se refiere a las posibles diferencias que se pueden dar entre el primer gobierno y el reelecto.
- Sucesión del poder

	El papel de la reelección a la hora de traspasar los poderes.
- Estímulos (premios y castigos)

	 La reelección o no de un gobernante puede constituir uno de los mecanismos de los que dispone el electorado para premiar o castigar la gestión de los políticos

## Circunstancias que pueden favorecer la reelección
- La gestión discreta y eficaz que un presidente puede realizar, de modo que mantenga su popularidad con altos índices de apoyo.
- La inexistencia en la oposición de individuos que consigan persuadir al electorado de su superioridad o aptitud respecto al otro candidato reelecto.
- La incertidumbre o intranquilidad que se desate en un momento determinado puede favorecer al mandatario en el poder, salvo que se imponga la visión de la absoluta necesidad de un cambio drástico.
- La inercia de la gente a la conformación y el rechazo por lo desconocido.
- Los mayores recursos y resortes que maneja el presidente y que se ponen en juego durante el primer turno y, específicamente, hacia el final y durante la campaña electoral.

## Circunstancias que pueden llevar al fracaso de la reelección
- La consideración de ineficaz o deficiente a propósito de la gestión gubernamental.
- La extensión y consolidación de un férreo deseo de cambio político.
- El surgimiento de contextos y situaciones que requieran otro tipo de liderazgos.
- El descubrimiento y difusión de hechos puntuales o escándalos en contra de los gobernantes que pueden empañar su administración y provocar una caída abrupta de su popularidad.

## Tipología
- Reelección sin límites.

- Reelección inmediata por una sola vez y abierta.

- Reelección inmediata por una sola vez y cerrada.

- Reelección no inmediata, abierta o cerrada.

- Prohibición absoluta.

Simplificada en cuatro categorías:
- Reelección ilimitada.

- Reelección inmediata.

- Reelección alterna.

- Reelección prohibida.

## Tesis a favor de la reelección
| Marco democrático                                                                                                  | Marco institucional | Marco comparativo | Marco ético                                                                      | Marco de la excepcionalidad | Marco cultural                                           |
| La democracia como principio justificador y fundante de la reelección.                                             | Argumento macroinstitucional de la vinculación entre duración del mandato presidencial y la reelección: a menor duración del mandato, menores riesgos de reelección.              | Argumento de la reelección de los líderes en las sociedades más avanzadas: las sociedades desarrolladas muestran la continuidad de los líderes políticos. | La reelección puede ser ética por ser costumbre habitual en el régimen político. | La prohibición de reelección debe ceder frente a la emergencia de una personalidad excepcional, cuya continuidad favorece el sistema político. | A mayor madurez de un pueblo menor riesgo de reelección. |
| La democracia como marco de reaseguro de las bondades de la reelección y de prevención contra sus supuestos males. | Argumento macroinstitucional de la reelección dentro de un régimen de presidencialismos atenuado: cuanto más atenuado sea el sistema presidencial, menores riesgos de reelección. | Argumento de la reelección de los líderes en las sociedades más avanzadas: las sociedades desarrolladas muestran la continuidad de los líderes políticos. | La reelección puede ser ética por ser costumbre habitual en el régimen político. | La prohibición de reelección debe ceder frente a la emergencia de una personalidad excepcional, cuya continuidad favorece el sistema político. | A mayor madurez de un pueblo menor riesgo de reelección. |

## Tesis en contra de la reelección
| Marco democrático                                                                              | Marco institucional | Marco comparativo                                                                                     | Marco ético                                                                                               |
| La democracia puede correr peligro frente a la reelección inmediata.                           | Argumento microinstitucional de la vinculación entre duración del mandato presidencial, la reelección y la continuidad. | Argumento de la reelección de los líderes en las sociedades que ha sufrido dictaduras y caudillismos. | La prohibición de reelección inmediata debe ceder frente a la emergencia de una personalidad excepcional. |
| Argumento macroinstitucional de la reelección dentro de un régimen de presidencialismo fuerte. | Argumento de la necesidad de la alternancia y la periodicidad de los cargos públicos.                                   | Argumento de la reelección de los líderes en las sociedades que ha sufrido dictaduras y caudillismos. | La prohibición de reelección inmediata debe ceder frente a la emergencia de una personalidad excepcional. |

## Reelección presidencial por país
Nota: se marcan con * aquellos países donde, además del presidente, existe la figura de primer ministro.

### Países que prohíben absolutamente la reelección presidencial

#### En América
- Colombia[2]
- Guatemala[3]
- Honduras[4][5]
- México[6][7]
- Paraguay[8]

#### En otros continentes
- Corea del Sur*[9]
- Filipinas[10]
- Israel*[11]
- Kazajistán*[cita requerida]
- Montenegro*[cita requerida]

### Países que prohíben la reelección presidencial inmediata, pero permiten más de una elección al cargo presidencial (no consecutivas)
- Chile[2]
- Costa Rica[12]
- Haití*[13]
- Panamá[12]
- Perú[14]
- Uruguay[15]

### Países que permiten la reelección presidencial inmediata, pero prohíben la reelección presidencial indefinida
- Albania*[cita requerida]
- Alemania*[cita requerida]
- Benín*[cita requerida]
- Bolivia[16]
- Botsuana[cita requerida]
- Bulgaria*[cita requerida]
- Burundi*[cita requerida]
- Cabo Verde*[cita requerida]
- Cuba*[17]
- Ecuador[18]
- Eslovaquia*[cita requerida]
- Eslovenia*[cita requerida]
- Estados Unidos[19]
- Estonia*[cita requerida]
- Finlandia*[cita requerida]
- Francia*[cita requerida]
- Ghana[cita requerida]
- Grecia*[cita requerida]
- Hungría*[cita requerida]
- Indonesia[cita requerida]
- Irak*[cita requerida]
- Irán[cita requerida]
- Irlanda*[cita requerida]
- Kenia[cita requerida]
- Kirguistán*[cita requerida]
- Letonia*[cita requerida]
- Liberia[cita requerida]
- Lituania*[cita requerida]
- Macedonia del Norte*[cita requerida]
- Moldavia*[cita requerida]
- Mozambique*[cita requerida]
- Nigeria[cita requerida]
- Polonia*[cita requerida]
- Portugal*[cita requerida]
- República Checa*[cita requerida]
- República Dominicana[20]
- Senegal*[cita requerida]
- Serbia*[cita requerida]
- Siria[cita requerida]
- Sri Lanka*[cita requerida]
- Taiwán*[cita requerida]
- Tanzania*[cita requerida]
- Ucrania*[cita requerida]
- Zambia[cita requerida]

#### Países donde se puede optar de nuevo por una reelección después de haber dejado el cargo al menos un período
- Argentina[2]
- Brasil[2]
- Rusia*

### Países que permiten la reelección presidencial indefinida
- Argelia*[cita requerida]
- Bielorrusia*[cita requerida]
- Camerún*
- China*[21]
- Egipto*
- El Salvador[22]
- Eritrea
- Guinea Ecuatorial
- India*[23]
- Islandia*[cita requerida]
- Italia*[cita requerida]
- Malta*[cita requerida]
- Nicaragua[2]
- República del Congo*
- Ruanda*
- Suiza, En Suiza la jefatura de estado y de Gobierno es ejercida por un consejo de siete miembros.
- Surinam
- Togo*
- Turkmenistán*
- Turquía*
- Uganda*
- Venezuela[2]
- Zimbabue